# Луций Семпроний Гракх
Луций Семпроний Гракх (на латински: Lucius Sempronius Gracchus) e политик и сенатор на Римската империя през 2 век.
През 167 г. той е суфектконсул заедно с неизвесстен колега.